# (2377) Щеглов
(2377) Щеглов (лат. Shcheglov) — типичный астероид главного пояса, открыт 31 августа 1978 года советским астрономом Николаем Черных в Крымской астрофизической обсерватории и 28 марта 1983 года назван в честь советского астронома Владимира Щеглова.

## Обнаружение и именование
(2377) Щеглов
Открыт 31 августа 1978 года в Научном Н. С. Черных.
Назван в честь Владимира Петровича Щеглова, директора Астрономического института Узбекской ССР в Ташкенте с 1941 года, исследователя астрометрии и истории астрономии, известного популяризатора астрономии.
Оригинальный текст (англ.)2377 Shcheglov
Discovered 1978-Aug-31 by Chernykh, N. at Nauchnyj.
Named in honor of Vladimir Petrovich Shcheglov, since 1941 the director of the Astronomical Institute of the Uzbek SSR in Tashkent, investigator in astrometry and the history of astronomy, renowned popularizer of astronomy.
Источники: DISCOVERY.DB; M.P.C. 7783.

## Орбита

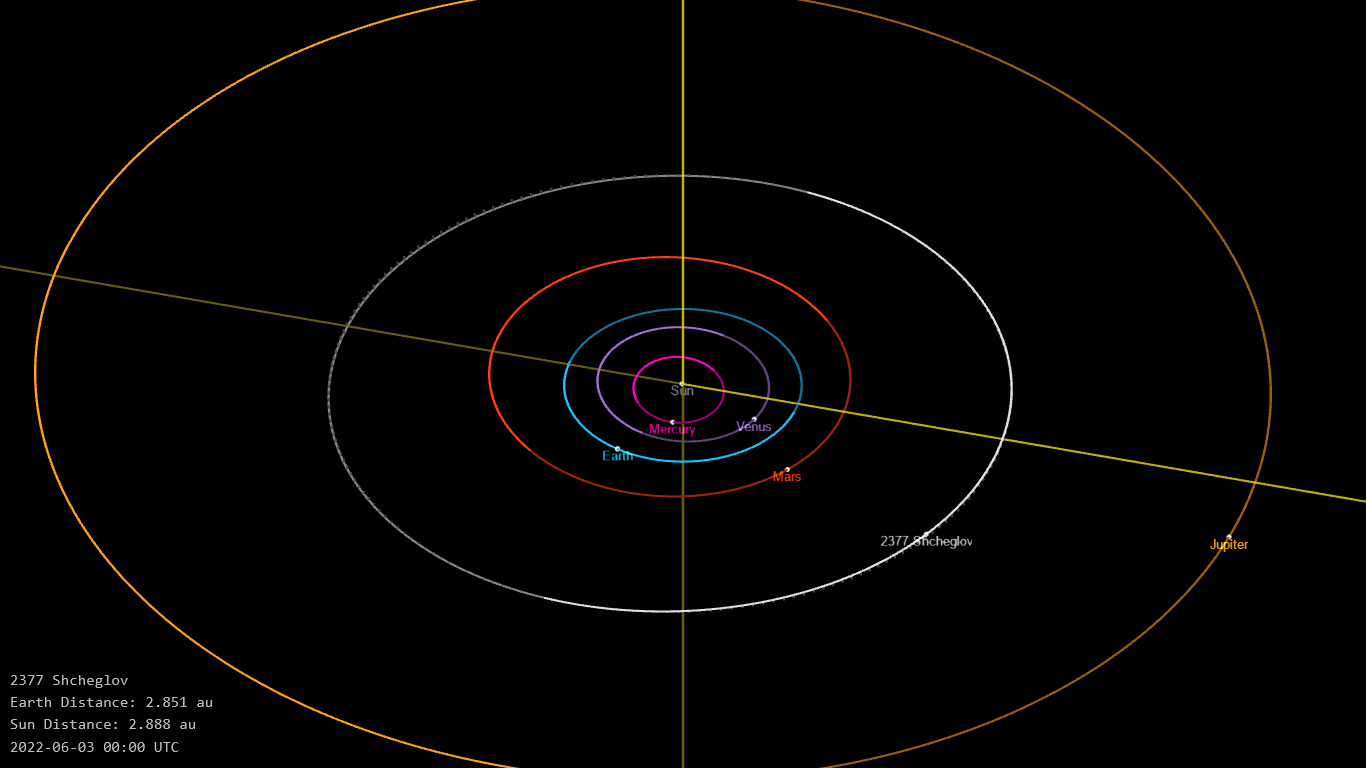
Орбита астероида Щеглов и его положение в Солнечной системе

## Физические характеристики
Из наблюдений телескопа VISTA следует, что астероид относится к таксономическому классу S.
По результатам наблюдений в видимом и ближнем инфракрасном диапазоне космического телескопа NEOWISE диаметр астероида оценивался равным 10,374±0,222 км. Согласно тем же источникам альбедо оценивается как 0,2601±0,0604 и 0,260±0,060.